# Morembert
Morembert är en kommun i departementet Aube i regionen Grand Est (tidigare regionen Champagne-Ardenne) i nordöstra Frankrike. Kommunen ligger  i kantonen Ramerupt som ligger i arrondissementet Troyes. År 2022 hade Morembert 29 invånare.

## Befolkningsutveckling
Antalet invånare i kommunen Morembert
Referens: INSEE